# Hal Dietz
Harry (Hal) Dietz es profesor de Genética y Medicina en el Instituto de Medicina McKusick-Nathans, Director del Centro Smilow para la Investigación del Síndrome de Marfan, Profesor de Pediatría, Medicina y Biología Molecular y Genética en la Escuela de Medicina de la Universidad Johns Hopkins e investigador del Instituto Médico Howard Hughes.
Sus importantes investigaciones en los síndrome de Marfan,  de Loeys-Dietz y el  de Ehlers-Danlos vasculares están cambiando la comprensión de estas enfermedades y están vislumbrando una firme esperanza de tratamiento para las personas afectadas.

## Biografía
En 1991, el Dr. Dietz formó parte del equipo que identificó el gen responsable del síndrome de Marfan. En 2006, la investigación de su equipo mostró que un medicamento para la hipertensión arterial aprobado por la FDA, el losartan, prevenía y revertía el agrandamiento de la aorta en ratones con el síndrome de Marfan.
Durante la investigación y atención de las personas con síndrome de Marfan, el equipo de investigación del Dr. Dietz notó que había un subconjunto de personas con algunas características de este síndrome, pero que también tenían otras características un poco diferentes. Entre otros, tenían problemas vasculares mucho más generalizados y agresivos, y por esta razón era necesario aplicar tratamientos más individualizados y agresivos. El Dr. Hal Dietz, junto con el Dr. Bart Loeys, definieron entonces una nueva enfermedad, el síndrome de Loeys-Dietz.
En 2010, la Fundación Ehlers Danlos Syndrome Network C.A.R.E.S. subvencionó su primer proyecto de investigación en el síndrome de Ehlers-Danlos vascular, coordinado por el Dr. Dietz y su equipo. El Dr. Dietz explicaba entonces que durante el estudio del síndrome de Marfan y el síndrome de Loeys-Dietz, enfermedades del tejido conectivo relacionadas con el SED tipo vascular, él y su equipo aprendieron que muchas cuestiones relacionadas con estos síndromes, incluyendo el agrandamiento y la ruptura de los vasos sanguíneos, no reflejan simplemente una debilidad inherente de los tejidos debida a una deficiencia en el “pegamento” del cuerpo. Por el contrario, la deficiencia de una proteína del tejido conectivo, provoca un aumento en una vía de señalización celular específica, haciendo que las células se comporten anormalmente y liberen enzimas que dañan los tejidos. El Dr. Dietz señalaba entonces que habían encontrado una evidencia preliminar de que el mismo proceso se produce en el SED vascular, y por esta razón, se estaban comenzando a crear modelos de laboratorio con ratones, para aprender más sobre esta enfermedad, y para probar posibles terapias. Esta investigación se encuentra en marcha, y ha recibido financiamiento adicional de Fundaciones de EE. UU. y Canadá.